# Alfons Simonius

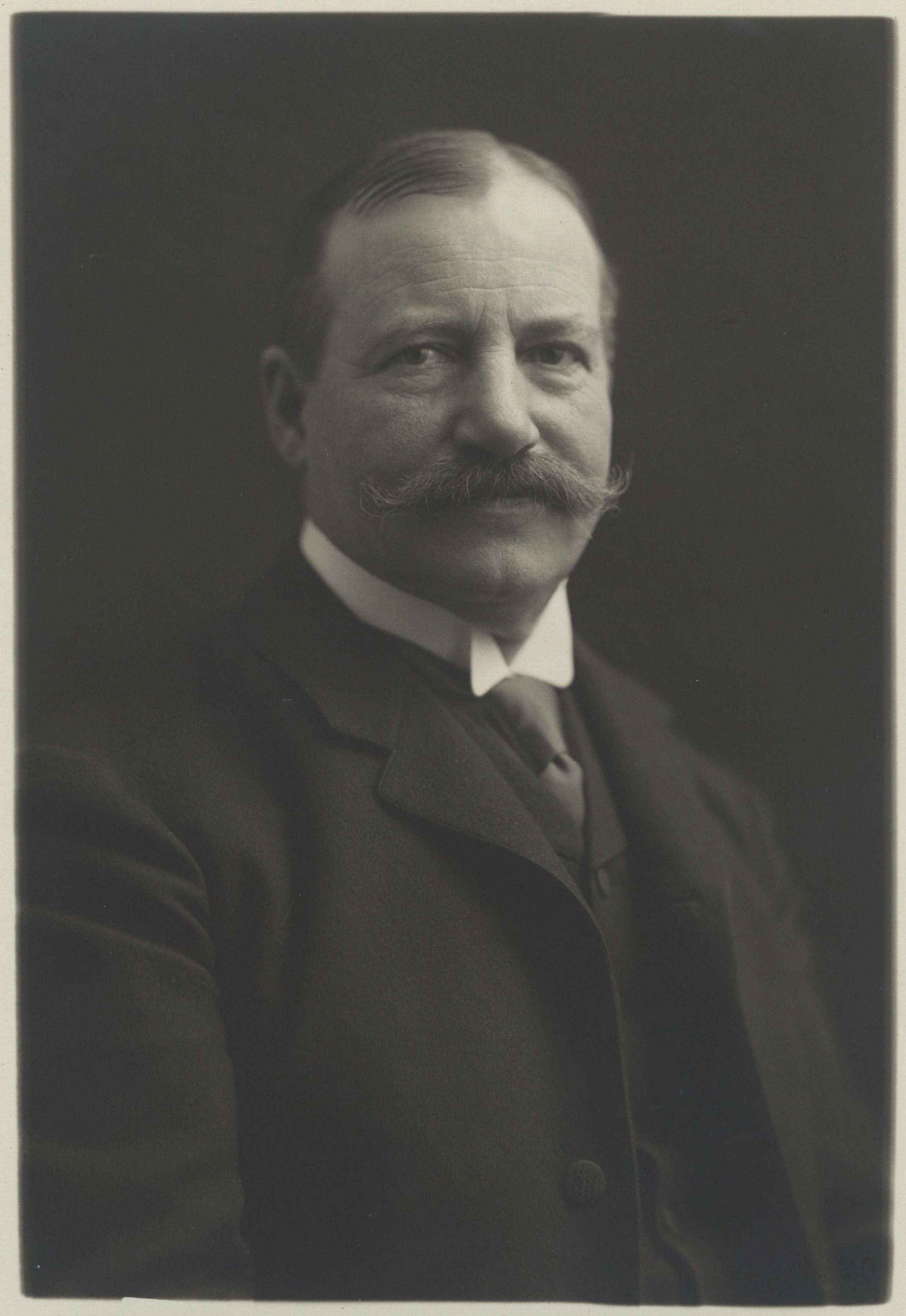
Alfons Simonius-Blumer (etwa 1920)

Alfons Simonius (* 23. Oktober 1855 in Basel; † 26. Mai 1920 in Luzern) war ein Schweizer Ingenieur, Unternehmer und Bankier.

## Leben und Werk

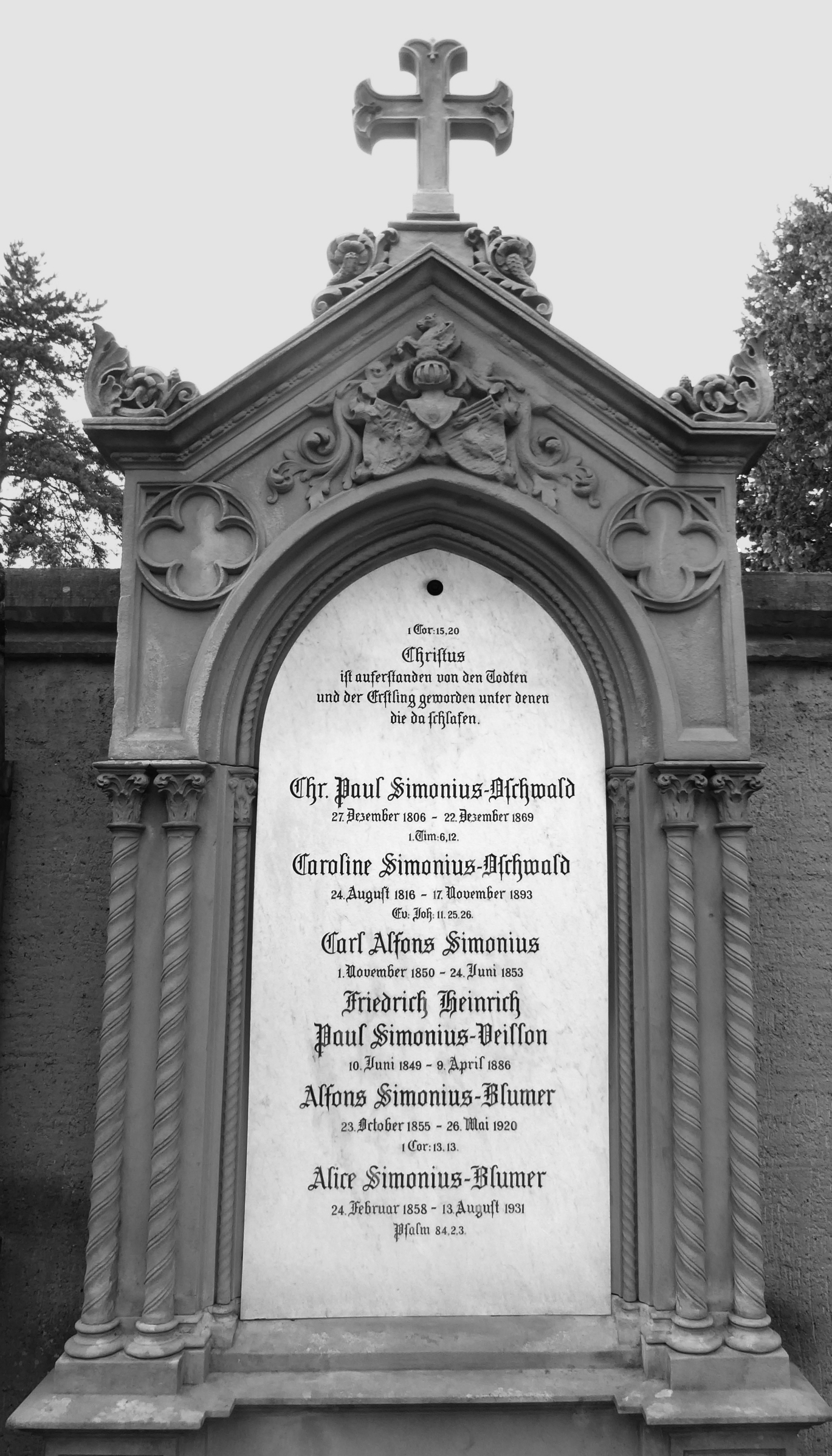
Grab auf dem Wolfgottesacker in Basel.

Alfons Simonius war ein Sohn des aus Ravensburg stammenden Wollgrosshändlers Paul Christian Simonius (1806–1869) und der aus Schaffhausen stammenden Carolina, geborene Oschwald (1816–1893). Sein Vater hatte 1848 das Basler Bürgerrecht erhalten. Er hatte Anschluss an alteingesessene Basler Familien gefunden und war rasch ins Basler Grossbürgertum aufgestiegen. Zudem wurde er Teilhaber und Leiter der im Wollhandel tätigen Firma des Hans Peter Fürstenberger-De Bary. Deren Geschäftssitz befand sich «am Sperber» in Basel. Alfons Simonius war der jüngere Bruder von Theodor Simonius.
Als Ingenieur erwarb Simonius eine Lizenz zur Herstellung von Sulfit Zellstoff nach dem Verfahren von Alexander Mitscherlin. 1881 gründete er in Sigmanns an der Strasse nach Isny die Zellulosenfabrik Wangen im Allgäu. In der Folge nahm er dort seinen Wohnsitz und engagierte sich wie schon die Spinnereigründer Eduard Widmer und Spinnereidirektor Wilhelm Lengweiler (1850–1925) in der evangelischen Gemeinde.
Ab 1893 lebte Simonius mit seiner Familie in Zürich und war ab 1896 im Verwaltungsrat der Lengweiler-Spinnerei. Zudem gründete oder besass er weitere Werke, die zur Simonius'schen Cellulosefabriken AG gehörten, so in Kelheim, in Fockendorf und in Thüringen.
Ab 1906 amtete Simonius als Verwaltungsratspräsident des Bankvereins, der später in die UBS aufgehen sollte. Simonius gehörte 1912 mit Maximilian Josef Frölicher-Stehli, dem Vater von Hans Frölicher, und dem Anwalt Max Stähelin-Maeglin zu den Titanic-Überlebenden.
Simonius war seit 1880 mit Alice, geborene Blumer (1858–1931), verheiratet. Ihr gemeinsamer Sohn Paul (1881–1958), auch er Ingenieur, baute eine Zellulosefabrik in Drvar auf. Diese leitete er als kommerzieller und technischer Direktor. Die Fabrik in Drvar hiess bis 1918 Otto Steinbeis und wurde dann teilweise verstaatlicht. Die Familie Simonius hielt aber immer noch die Aktienmehrheit von 51 %. 1937 kam Paul Simonius in die Schweiz zurück und war als Berater für verschiedene Firmen tätig. Ihre Tochter Ella (1891–1981) heiratete 1913 René Clavel.
Simonius starb in Luzern an einem Herzversagen und fand seine letzte Ruhestätte auf dem Wolfgottesacker in Basel.